# Свято-Миколаївська церква (Стара Рафалівка)
Свято-Миколáївська цéрква, також цéрква Великомýченика Святóго Микóли — чинна мурована церква у Старій Рафалівці, добудована 1783 року на кошти пана Рафаїла Романовського. Належить до Сарненської єпархії УПЦ (МП).
Кожної неділі та свята в Свято-Миколаївській церкві звершуються богослужіння. По суботам та неділям діти займаються в недільній школі та вивчають церковний спів. Проводяться екскурсії з розповіддю про історію храму та духовності краю.

## Історія
Поміж вікових лісів та безмежних лугів, на високому березі річки Стир, возвеличується духовна прикраса Полісся — Миколаївська церква. Цей храм вабить красою, дивує величністю, зацікавлює оригінальністю. Дивовижна за розмірами духовна святиня своєю архітектурою мало схожа на традиційні храми Полісся. Уважний погляд знавця особливостей православного храмобудівництва зразу помітить повернення вівтарної частини храму на захід — характерна ознака римо-католицького костьолу, котрим він і був на початку свого існування.  
Історія храму тісно пов'язана з історією села Стара Рафалівка. Роком заснування поселення вважається 1647 рік. В 1663-1665 роках Рафалівкою володів гетьман Правобережної України Петро Тетеря, який домігся для Рафалівки привілею на магдебурзьке право та проведення щорічних чотирьох ярмарків і торгу. Це сприяло економічному росту колишнього волостного містечка. В ХІХ ст. місто Рафалівка було справжнім промисловим, культурним, духовним центром в окрузі. В 1946 році для відмінності від селища Рафалівка, котре виникло навколо залізничної станції, містечко отримало нову назву — Стара Рафалівка.

### Римо-католицький період
Храм був побудований паном Рафаїлом Романовским у 1783 р. як римо-католицький костел. Крім нього в Рафалівці ще була православна церква Святої Мучениці Параскеви, але вона була знищена пожежею у 1834 році. У 1831 році спалахнув польський заколот, в якому взяв участь володар Рафалівського маєтку граф Ілізар. За участь в заколоті маєтки графа, в тому числі і містечко Рафалівка, були конфісковані і перейшли до скарбниці. Поляки були виселені зі своїх земель, а костел переданий у користування православним жителям Рафалівки.

### Православний період
1837 року костел було переформовано у православну церкву. Історія Свято-Миколаївської церкви понад 100 років була пов'язана з родиною священиків Янцевичів, котрі поперемінно від батька до сина звершували богослужіння в храмі. Першим його настоятелем був священик Петро. На його плечі ліг весь тягар, пов'язаний з ремонтом і перебудовою церкви. З державної казни були виділені кошти, за які прихожани звели православний купол, перекрили дах, побудували дерев'яну дзвіницю. Тоді ж був поставлений перший іконостас.
До 1858 року, в церкві проводив богослужіння отець Петро Янцевич. Після смерті його справу продовжив син Назарій. 53 роки він піклувався про храм та його прихожан.  
Ставши настоятелем Свято-Миколаївської церкви, отець Назарій перш за все приділив увагу духовному окормлінню пастви. Але не забував він піклуватись і про збереження та звеличення ввіреного йому храму та його духовних та історичних цінностей. Він зібрав велику для того часу бібліотеку духовної літератури, паралельно зберігаючи зібрання древніх богослужбових книг, котрі лишилися і до нашого часу. Отець Назарій почав вести літопис приходського життя. Матеріалів для літопису було достатньо, бо при ньому храм преобразився і отримав новий вигляд. 
В 1879 році бурею знесло стареньку дерев'яну дзвіницю. Виникла потреба перебудови купола і ремонту як внутрішньої, так і зовнішньої сторін храму. У 1877 році в містечко проїздом завітав Волинський губернатор Грессер, якого прихожани просили допомоги з казни на ремонт церкви. Губернський голова оглянув церкву і пообіцяв допомогти. Більше десяти років парафіяни чекали виконання обіцянки Волинського Губернатора. Через деякий час церква так підкосилася, що у 1888 році отець Назарій був змушений через небезпеку падіння купола призупинити проведення богослужіння. Після цього, з дозволу Церковно-будівничого комітету, прихожани за свої кошти почали ремонтувати храм. У 1890—1891 р. основні роботи були виконані. Був заново відбудований купол, обшитий жерстю і пофарбований в білий колір, в церкві перестелена підлога, над храмом в східній частині побудована двоярусна дзвіниця, нижній ярус якої цегляний, а верхній — з дерев'яного брусу, обшитий жерстю. Зведена дерев'яна огорожа. В 1900 р. був встановлений новий іконостас, котрий прикрашає храм і тепер. В 1909 році була вимурувана нова цегляна огорожа. Це були останні труди отця Назарія.

#### Перша світова війната міжвоєнні часи
В 1911 році його змінив син, священик Костянтин Янцевич. З 1911 по 1943 роки в тяжкі часи Першої світової війни, революційних подій 1917—1918 рр., зміни політичного та церковного становища при Польщі 1919—1936 р., Другої світової війни — отець Константин ніс священицький хрест. Тяжко приходилося виконувати священицький обов'язок в воєнні та революційні часи, не легше було за існування на території західної України влади Польської республіки.

#### Друга світова війна
На початку Другої світової війни і особливо після окупації України Третім Рейхом та після утворення Райхкомісаріату Україна життя віруючих стало нелегким. Хоча німці і дозволяли вільно сповідувати свою віру, але вони сприяли розколу Православної Церкви. В 1943 р. отець Костянтин разом з сім'єю виїхав до Нової Рафалівки, де і помер. Після нього деякий час священика в Свято-Миколаївській церкві не було. Почалося визволення українських земель від окупантів. Під час військових дій церква немало постраждала. Вона була єдиною великою спорудою в навколишній місцевості, граючи роль пункту спостереження і тому постійно підвергалася обстрілу. Неодноразово величезні снаряди падали поруч зі спорудою, але церкві пощастило уникнути значних пошкоджень.

#### Радянський період
Після війни ставлення до релігії та релігійних споруд з боку радянської влади було неоднозначним. В цей період на Рівненщині було знищено, закрито чи віддано в господарське користування більше половини релігійних споруд, у тому числі і пам'яток історії. Зусиллями прихожан, істориків, цінителів культури згідно з постановою Ради Міністрів Української РСР від 24 серпня 1963 р. № 970 «Про впорядкування справи обліку та охорони пам'ятників архітектури на території Української РСР» Свято-Миколаївська церква с. Стара Рафалівка була внесена до списку пам'яток архітектури Української республіки. Постановою Кабінету Міністрів України від 23 червня 2003 р. № 864 була підтверджена історична цінність Свято-Миколаївської церкви як пам'ятки архітектури. Це допомогло зберегти його внутрішній та зовнішній вигляд. Завдяки тому, що він ніколи не закривався як молитовний дім, прихожанами були збережені його святині і той дух молитви та історії, котрий зберігається в храмах віками. До нашого часу Старорафалівський храм є єдиною у Володимирецькому районі пам'яткою архітектури національного значення.
В цей час люди під керівництвом духовних отців почали відновлювати пошкоджений війною храм. Прихожани храму зберегли імена та пам'ять про священицькі подвиги післявоєнних настоятелів.
У 1965-му році були заново перекриті дзвіниця і дах. У 1975 р. проведено внутрішній розпис церкви. У 1979 році — позолочено іконостас. У 1982-84 рр. проведено парове опалення і перекрито центральний купол, дзвіницю та дах оцинкованим та мідним залізом.
В 1970-ті поблизу Рафалівки почала будуватись Рівненська АЕС та місто-енергетик Кузнецовськ (нині Вараш). Довгий час жителі міста духовно окормлялися у Свято-Миколаївській церкві. В особі настоятеля отця Володимира Крота багато людей знайшли духовного наставника, батька, котрий вінчав молоді пари, хрестив їх діточок, хоронив почивших родичів та близьких, повчав та наставляв в вірі Православній. В часи настоятельства отця Володимира при підтримці керівництва станції та міста, пожертв віруючих церква набула нового вигляду: У 1988—1991 рр. позолочено хрести і верхні куполи центрального купола і дзвіниці, а також проведено захисні роботи фундаменту. Він був обкладений гранітом і мармуром.

#### НезалежнаУкраїна
У 1995—1997 рр. було проведено реставраційні роботи огорожі і побудовано арку центрального входу в церковний цвинтар.
З 2004 року настоятелем Свято-Миколаївської церкви є випускник Московської Духовної Семінарії та Академії клірик Української Православної Церкви священик Сергій Прокопчук.  
У 2006—2007 роках, до ювілею 225-річчя церкви, була відновлена штукатурка стін і пофарбовані фасад, покрівля й основні купола церкви та дзвіниці. Були вставлені нові дубові вікна, облаштована навколишня територія. Була складена районна "Програма підтримки пам"ятки архітектури державного значення Свято-Миколаївської церкви с. Стара Рафалівка з нагоди відзначення її 225-ти річчя". Враховуючи духовну та історичну цінність храму та його святинь, було вирішено спільними зусиллями відкрити при церкві Музей історії храму та духовності краю.
Свято-Миколаївська церква — чи не єдина, котра ніколи не закривалась владою. В найтяжчі часи гонінь в храмі звершувалось богослужіння. В неділю та святкові дні церква була переповнена віруючими з різних сіл. Люди йшли пішки десятки кілометрів, щоб потрапити на богослужіння. Стіни Свято-Миколаївської церкви зберегли багато святинь тих храмів, котрі були закриті чи знищені радянською владою.

## Архітектура та стиль
Свято-Миколаївська церква сильно відрізняється від типових церков Полісся. Вона єдина зі всіх церков району має статус пам'ятки архітектури державного рівня. І це не випадково, бо подібних їй (як по своїй архітектурі, так і по своєму внутрішньому убранству) немає не лише в районі, але й далеко за його межами.

Свято-Миколаївська церква являє собою взірець перехідного стилю в архітектурі від класицизму до бароко. Зведена як римо-католицький костел, вона є цінним свідком збереження індивідуального, своєрідного художнього стилю. Відтак цілком природно, що серед найрізноманітніших храмів Полісся особливої уваги заслуговує саме вона. 
«Будівлю церкви можна назвати унікальною: об'ємно-просторова структура не повторюється в інших поліських храмах. Свято-Миколаївська церква — велика за розмірами (41,0 х 16,5 м) шестистовпна тринавна базиліка. У плані вона являє собою витягнутий по осі схід-захід прямокутник, який в об'ємі утворює єдиний моноліт. Шість стовпів ускладненого хрещатого в плані перерізу поділяють внутрішній, відповідно до традицій християнських церков, об'єм храму на три рівновисокі нави, перекриті системою попружних арок і хрещатих склепінь. Середня нава майже вдвічі ширша за бічні. Їй відповідає квадратна апсида, а бічним навам — прямокутні ризниця та паламарня. План храму відзначається чіткістю побудови: чотириразове членування простору утворює наву з нартексом, п'яте — вівтарну частину».
Слід відмітити, що попри неодноразову реставрацію храму залишається незмінним художній стиль та задум майстрів того часу. Про стиль бароко Свято-Миколаївської церкви найбільше свідчить внутрішнє планування та оздоблення. Інтер'єр, що вражає багатством орнаментальних мотивів та характерним кольоровим рішенням на стінах, дозволяє відчути символіку поєднання не лише барокових елементів, але й елементів класицизму.

#### Дзвіниця
Справжньою прикрасою храму є дзвіниця з древніми дзвонами на ній. Усіх їх одинадцять. Найдревніший з них має надпис фундатора Рафаїла Романовського та дату відкриття храму — 1873 рік. Ще чотири невеликих дзвони, вилиті в кінці XVIII—XIX століть. Є два дзвони з надписами українською мовою XVIII століття та два — з періоду Польської держави ХХ століття. На одному із них надпис польською мовою: «В пам'ять 1900 річниці смерті короля Христа, 1933 р.»
Найбільший за розмірами дзвін був свідком передачі храму православним 1836 року. Інший датований 1888 роком, з обох сторін має вилите зображення хреста та ікони. Поява його на Миколаївській дзвіниці зв'язана з приїздом на Волинь імператора Олександра III в 1890 році. Особливо значимим храмам були дані Його Величністю цінні подарунки: Миколаївський храм отримав дзвін та лампаду, котра і понині висить перед іконою Почаївської Божої Матері на іконостасі. На ній знаходиться особливий надпис: «В память чудесного Спасения Государя Императора Александра III и всего Августейшего семейства октября 17 дня 1888 г.» В храмі зберігається древнє зібрання богослужбових книг та рукописів.

#### Каплиця
На двоверстовій мапі Західного Прикордонного простору видання військово-топографічного управління 1930 року за сто метрів від церкви зазначена кам'яна каплиця. На даній ділянці землі жодні археологічні дослідження не проводились.

### Образи
Храм має декілька святих образів своїх небесних покровителів.
Образ Ченстоховської Божої Матері ось уже більше двохсот років спонукає до молитви віруючих з Горнього місця у вівтарі. Образ XVIII ст. оздоблений золотом і прикрашений короною та металевим відбитком кисті руки, має особливу пошану у прихожан. Це єдина ікона, котра перебуває у храмі з першого дня його побудови. І це не випадково. Чудотворний образ Ченстоховської Божої Матері з древніх часів особливо почитається як православними, так і католиками.  Ця ікона має особливу святість і не раз зцілювала хворих, про що свідчить відбиток руки у правому верхньому кутку образа.
Ще одна святиня — храмова ікона святого Миколая. Цей образ невеликий за розміром у позолоченому окладі. Він завжди обноситься навколо церкви в день її храмового свята. Недавно на горищі церкви була знайдена ще одна ікона святого Миколая. Образ XIX століття, писаний на холсті, зображує святого в повний ріст, одягнутого в архиєрейське облачення.

## Постоятелі
Прихожани храму зберегли імена та пам'ять про священицькі подвиги настоятелів.
| Ім'я                | Період      |
| ------------------- | ----------- |
| Петро Янцевич       | 1837 — 1858 |
| Назарій Янцевич     | 1858 — 1911 |
| Костянтин Янцевич   | 1911 — 1943 |
| Олексій Ткачук      | 1945 — 1947 |
| Степан Халімонов    | 1947 — 1952 |
| Петро Поздняковскій | 1952 — 1957 |
| Олексій Костанович  | 1957 — 1979 |
| Андрій Дьогтяров    | 1979 — 1980 |
| Володимир Крот      | 1981 — 2004 |
| Сергій Прокопчук    | }           |